# Летний клуб Благородного собрания (Рязань)
Ле́тний клуб Благородного собра́ния (до 1957 года — Клуб пионеров и Дом пионеров, с 1979 года по настоящее время — Центр народного творчества) — памятник деревянного зодчества начала XX века, расположенный в Советском районе города Рязани.

## История Летнего клуба и его здания
Как общественный клуб рязанское Благородное собрание возникло в первые десятилетия XIX века. Оно организовывало балы, маскарады, танцевальные и музыкальные вечера. Изначально в него принимали исключительно дворян, но постепенно собрание стало терять сословную замкнутость.
Клуб Благородного собрания не имел в Рязани постоянного помещения и до 1888 года для своих мероприятий арендовал частные усадьбы на лето и на зиму. Впервые клуб упомянут на этом месте в 1850 году. Летом он традиционно размещался в усадьбе на Приклонской улице, выходившей в Городской сад и сменившей на протяжении полувека несколько владельцев. В 1853 году она принадлежала мещанке А. Д. Косых, затем в 1863 году была куплена рязанскими купцами супругами И. А. и Е. И. Логиновыми. В 1886 году клуб приобрёл усадьбу Логиновых. Тогда же было начато строительство нового постоянного деревянного здания, оконченное не позднее начала 1888 года. Первое здание летнего клуба походило на нынешнее. Оно было двухэтажным и имело на западном фасаде крытую веранду в два яруса, завершавшуюся пологим фронтоном. Фасады были богато украшены резьбой в «народном стиле». В сентябре 1902 года летний клуб сгорел.
В 1904 году был представлен проект, разработанный губернским архитектором И. С. Цеханским. Клуб предполагалось выстроить на старом фундаменте, а само новое здание повторяло габариты и общую композицию сгоревшего. К концу 1905 года строительство было полностью завершено. Летний клуб Благородного собрания — данное наименование появилось в первое десятилетие XX века и в итоге закрепилось в качестве названия объекта культурного наследия — просуществовал в новом здании до 1917 года.
Зимнее помещение клуба Благородного собрания располагалось в доме Дворянского собрания в Московской части г. Рязани на ул. Астраханская (ул. Ленина д. 57). 
В марте 1921 г. в бывшем Летнем клубе Благородного собрания открылся Дом физической культуры (Д.Ф.К). с целью физического воспитания молодежи.  Дом физической культуры располагался в городском саду ГСФК, который находился в ведомстве Губернского Совета физической культуры .
В июле 1925 г. по ходатайству губпрофсовета президиум Губисполкома разрешил губкоммуотделу передать бывший городской сад и Дом физической культуры в арендное пользование ГСПС (Губернский совет профессиональных союзов).  
В 1925 г. Губотдел союза совторгслужащих арендовал бывший Дом физической культуры вместе с городским и пансионским садом. В октябре 1925 г. в городском и бывшем пансионском саду открылся городской сад Профинтерн Рязанского межсоюзного клуба имени Профинтерна в бывшем Летнем клубе Благородного собрания .
В 1929 г. в связи со строительством летнего театра городской сад Профинтерн был переименован в Рязанский городской парк культуры и отдыха . В 1929 г. клуб Профинтерн в бывшем Летнем клубе Благородного собрания в городском саду был закрыт.  
После преобразования этого клуба особняк продолжал использоваться с 1936 по 1957 год уже в качестве Дома пионеров вплоть до постройки нового кирпичного здания Дворца пионеров. С 1979 года по настоящее время в здании функционирует Центр народного творчества.

## Описание здания клуба и его реконструкций

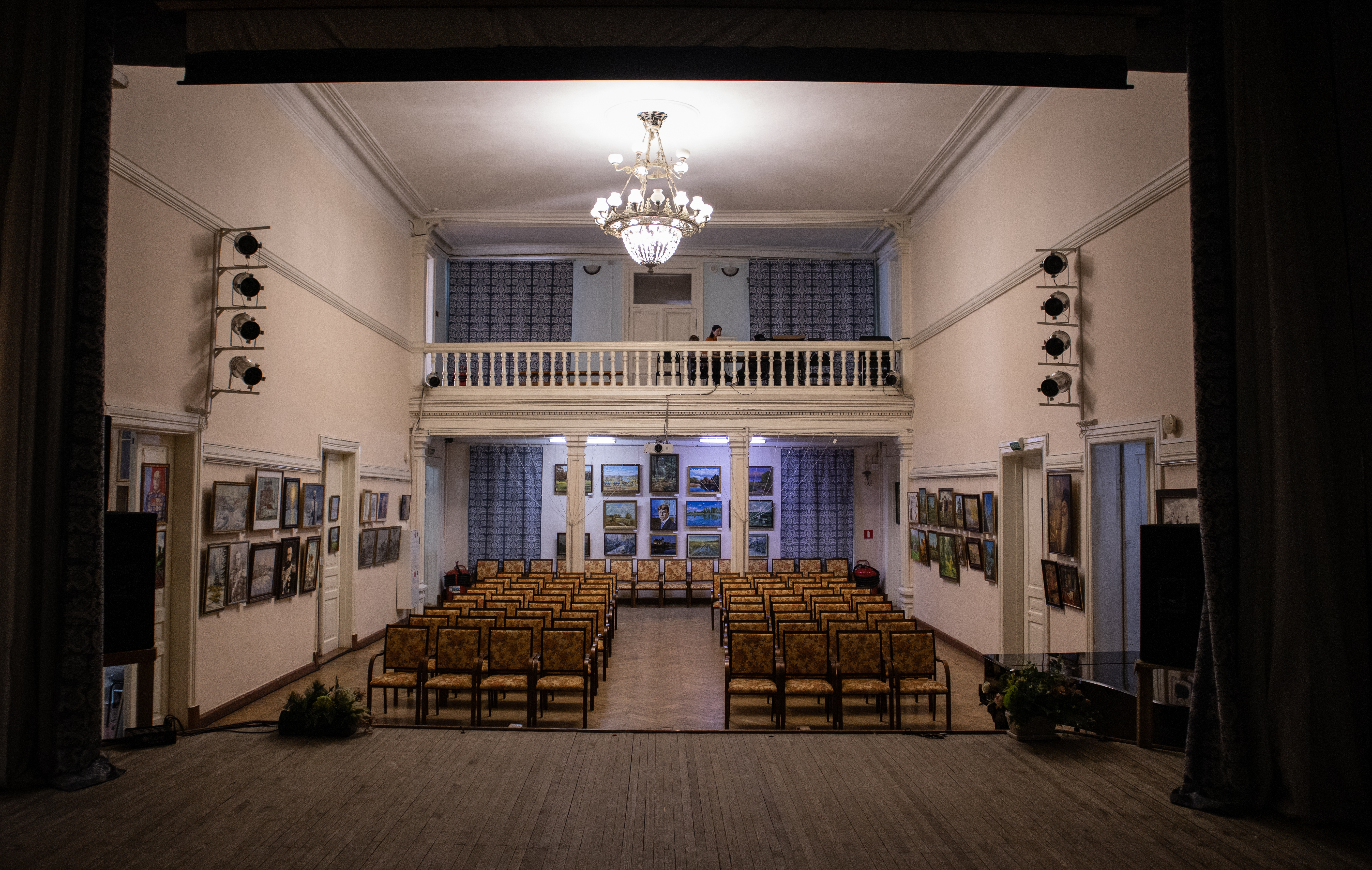
Вид со сцены в зрительный зал

Фасад здания Летнего клуба богато декорирован резьбой с чертами народного стиля. Близкое к квадрату в плане строение имеет пирамидальную композицию. Второй этаж венчает четырёхгранный купол со шпилем и четырьмя люкарнами. В исходном варианте здания веранды первого и второго этажей были открытыми. Квадратные в сечении столбы веранд богато декорированы и завершаются фантазийными деревянными капителями.
В процессе эксплуатации здания в советское время деревянное ограждение веранды первого этажа заменили на упрощённое. Веранда второго этажа сохранила подлинное резное ограждение, а её защитное остекление выполнено в середине столетия. В 1980-е годы была проведена реставрация, в ходе которой были восстановлены в близком к первоначальному виде ограждения веранды первого этажа. При реконструкции 1990-х годов веранду первого этажа расширили с восточной стороны и остеклили.
Внутри здания располагается двусветный зрительный зал со сценой, в их оформлении которых сохранились элементы модерна.

## Постановка на охрану в качестве объекта культурного наследия
27 августа 1971 года согласно Решению Исполнительного комитета Рязанского областного Совета депутатов трудящихся архитектурный объект был поставлен на охрану.
22 декабря 2016 года здание бывшего Летнего клуба Благородного собрания и прилегающая к нему территория включены в государственный реестр объектов культурного наследия народов Российской Федерации.

## Рязанский городской нижний парк

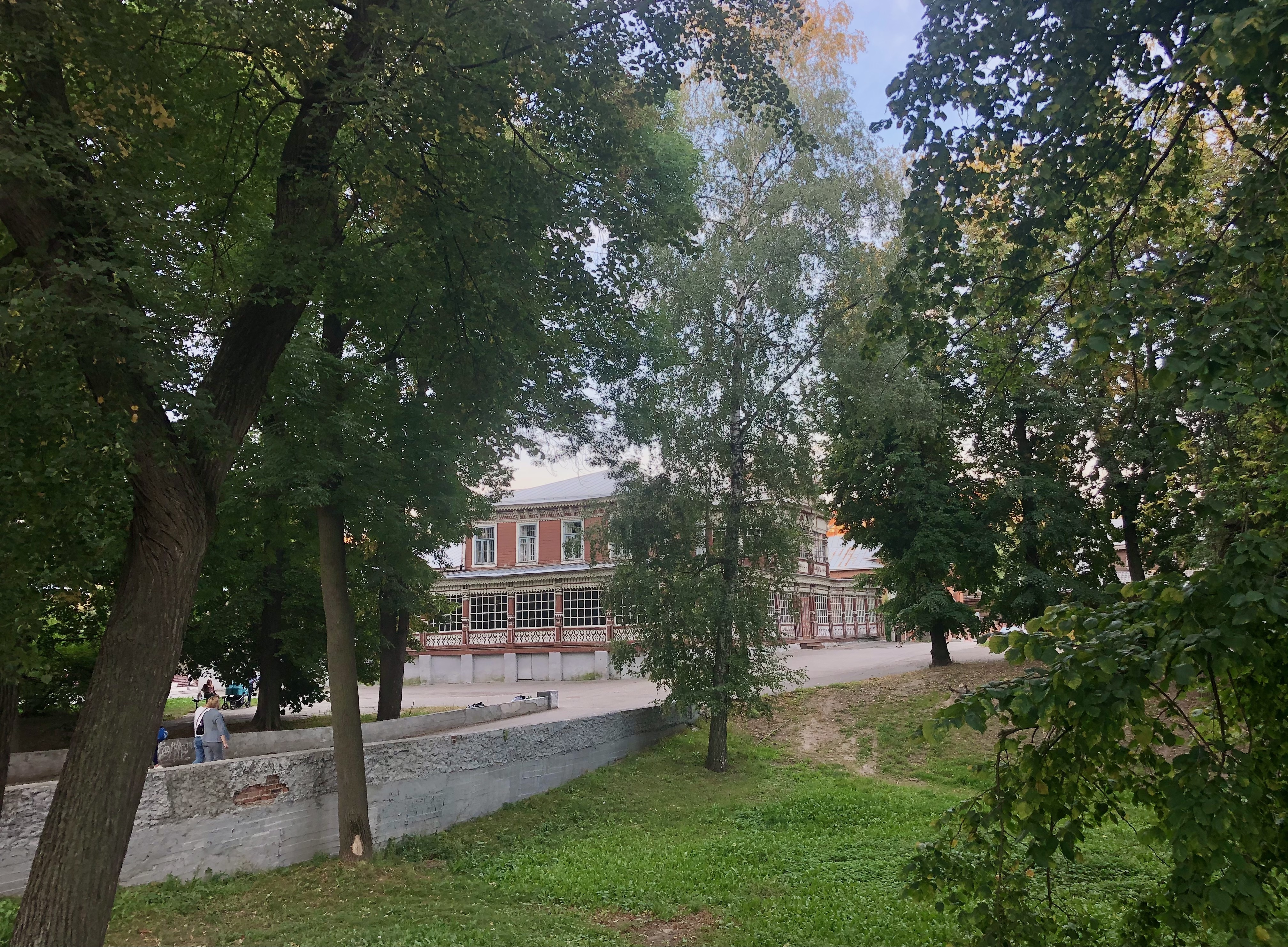
Городской нижний парк

Рязанский городской нижний парк совместно со сквером академика И. П. Павлова, Рязанским областным художественным музеем и Рязанской филармонией занимают участок, ограниченный улицами Ленина, Свободы, Садовой и Газетным переулком.
В сентябре 2023 года началось благоустройство территории Нижнего городского парка. Срок выполнения работ — до 30 сентября 2024 года.
Достопримечательности на территории парка

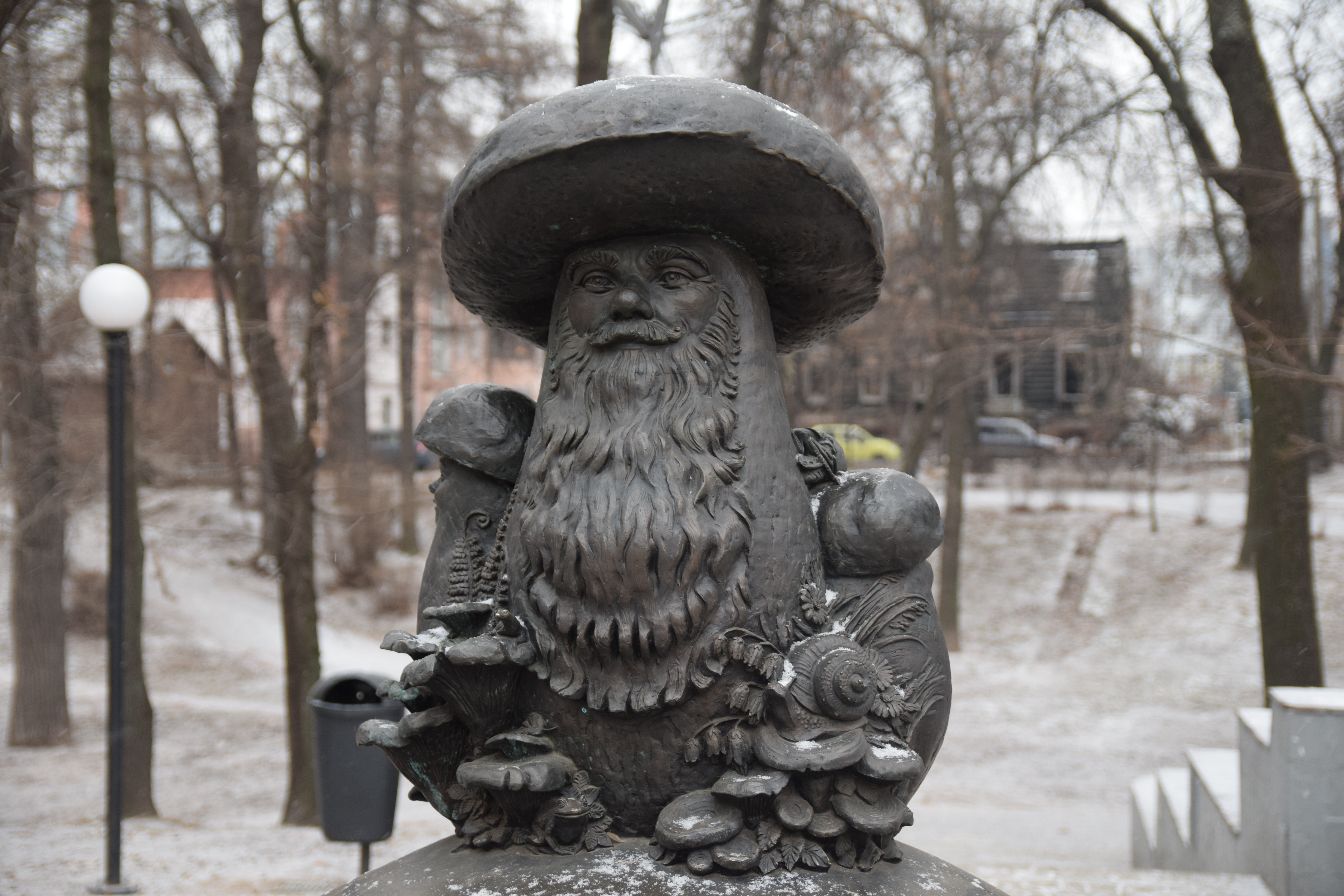
Грибы с глазами

- Здание Летнего клуба Благородного собрания, ныне принадлежащее ГБУК «Рязанский областной научно-методический центр народного творчества».
- Входная арка, являющаяся воротами в Нижний городской парк.
- Сооружённый в советское время перед входом в Летний клуб Фонтан. Изначально его украшала скульптурная композиция с играющими в непропорционально крупный мяч либо поддерживающими земной шар тремя подростками. В середине 1950-х годов эта скульптура была заменена на композицию с рыбками. В настоящее время на месте расположения чаши бывшего фонтана находится клумба.
- Зелёный театр.
- Арт-объект «Грибы с глазами» скульпторов П. Б. и В. Б. Горбуновых, явившийся предвестником серии мини-скульптур на тему зрячих рязанских грибов.